# Primarias municipales de Chile Vamos de 2024
Las elecciones primarias municipales de Chile Vamos de 2024 son el mecanismo que dicha coalición utilizará para definir a sus candidatos a alcalde para las elecciones municipales de octubre del mismo año. Se realizarán el día 9 de junio, de manera simultánea a las primarias del pacto Contigo Chile Mejor y del Partido Social Cristiano.

## Antecedentes
Desde fines de 2023 Chile Vamos comenzó a prepararse para las elecciones municipales y regionales de 2023, analizando alcanzar alguna clase de acuerdo o coordinación con otras fuerzas de oposición, tales como Republicanos o Amarillos por Chile, así como la realización de primarias. 
| - Región de Coquimbo: - Vicuña - Región de Valparaíso: - Concón - Limache - Quilpué - Región Metropolitana: - Independencia - La Florida - Lo Barnechea - Paine - Peñalolén - Puente Alto - Región de O'Higgins: - Machalí | * Región de Ñuble: - - Coihueco - Portezuelo - Región del Biobío: - Mulchén - Región de la Araucanía: - Freire - Pucón - Purén - Puerto Saavedra - Región de los Ríos: - Futrono - Lanco - Región de Aysén: - Aysén - Guaitecas |

## Resultados
Resultados generales:
|  | 15.82 % |

|  | 20.38 % |

|  | 59.19 % |

|  | 4.64 % |

|  | 100 % |

### Región de Coquimbo

#### Vicuña
| Candidato             | Partido | Votos | %      | Resultado |
| --------------------- | ------- | ----- | ------ | --------- |
| Erich Grohs Marín     | RN      | 264   | 6,40%  |           |
| Cristián Pinto Torres | RN      | 396   | 9,60%  |           |
| Mario Aros Carvajal   | Ind.    | 2 700 | 65,47% | Nominado  |
| Enrique Silva Rojas   | Ind.    | 764   | 18,53% |           |

### Región de Valparaíso

#### Concón
| Candidato                    | Partido | Votos | %      | Resultado |
| ---------------------------- | ------- | ----- | ------ | --------- |
| Sandra Contreras Álvarez     | UDI     | 779   | 18,62% |           |
| Pablo Rojas Daydi            | Ind.    | 1 547 | 36,98% | Nominado  |
| María Aguirre Neuenschwander | Ind.    | 1 225 | 29,29% |           |
| Gabriela Orfali Abud         | Ind.    | 632   | 15,11% |           |

#### Limache
| Candidato                 | Partido | Votos | %      | Resultado |
| ------------------------- | ------- | ----- | ------ | --------- |
| Luciano Valenzuela Romero | Ind.    | 2 436 | 50,85% | Nominado  |
| Danilo Sandoval Sarabia   | Ind.    | 2 355 | 49,15% |           |

#### Quilpué
| Candidato              | Partido | Votos | %      | Resultado |
| ---------------------- | ------- | ----- | ------ | --------- |
| Carolina Corti Badia   | 'RN'    | 2 236 | 46,53% | Nominada  |
| Mónica Neira Elgueta   | Ind.    | 1 541 | 32,06% |           |
| Viviana Núñez Carrasco | Ind.    | 1 029 | 21,41% |           |

### Región Metropolitana

#### Independencia
| Candidato              | Partido | Votos | %      | Resultado |
| ---------------------- | ------- | ----- | ------ | --------- |
| Agustín Iglesias Muñoz | Ind.    | 4 262 | 61,13% | Nominado  |
| Manuel Jara Vargas     | Ind.    | 451   | 6,47%  |           |
| Rodrigo Barco Sánchez  | Ind.    | 2 259 | 32,40% |           |

#### La Florida
| Candidato                | Partido | Votos  | %      | Resultado |
| ------------------------ | ------- | ------ | ------ | --------- |
| Alejandra Parra Galasso  | UDI     | 1 056  | 5,31%  |           |
| Felipe Mancilla Mejías   | RN      | 2 056  | 10,35% |           |
| Janett Fernández Pizarro | Ind.    | 3 332  | 16,77% |           |
| Daniel Reyes Morales     | Ind.    | 13 426 | 67,57% | Nominado  |

#### Lo Barnechea
| Candidato                 | Partido | Votos | %      | Resultado |
| ------------------------- | ------- | ----- | ------ | --------- |
| Carlos Ward Edwards       | UDI     | 6 736 | 42,98% |           |
| Felipe Alessandri Vergara | 'RN'    | 8 938 | 57,02% | Nominado  |

#### Peñalolén
| Candidato                | Partido | Votos | %      | Resultado |
| ------------------------ | ------- | ----- | ------ | --------- |
| Claudia Mora Vega        | 'RN'    | 2 629 | 71,21% | Nominada  |
| Paola Carrión Olivares   | Evópoli | 478   | 12,95% |           |
| Antonio Vásquez Améstica | Ind.    | 585   | 15,85% |           |

#### Puente Alto
| Candidato              | Partido | Votos  | %      | Resultado |
| ---------------------- | ------- | ------ | ------ | --------- |
| Erick González Moyano  | UDI     | 2 306  | 11,27% |           |
| Karla Rubilar Barahona | Ind.    | 18 155 | 88,73% | Nominada  |

### Región de O'Higgins

#### Machalí
| Candidato                 | Partido | Votos | %      | Resultado |
| ------------------------- | ------- | ----- | ------ | --------- |
| Christian Villegas Garate | Ind.    | 940   | 31,91% |           |
| José Miguel Urrutia Celis | Ind.    | 2 006 | 68,09% | Nominado  |

### Región de Ñuble

#### Coihueco
| Candidato             | Partido | Votos | %      | Resultado |
| --------------------- | ------- | ----- | ------ | --------- |
| Juan Muñoz Quezada    | 'UDI'   | 1 522 | 53,07% | Nominado  |
| Russel Cabrera Parada | Ind.    | 1 346 | 46,93% |           |

#### Portezuelo
| Candidato            | Partido | Votos | %      | Resultado |
| -------------------- | ------- | ----- | ------ | --------- |
| Alan Ibáñez García   | UDI     | 904   | 48,19% |           |
| Adán Zapata Figueroa | 'RN'    | 972   | 51,81% | Nominado  |

### Región del Biobío

#### Mulchén
| Candidato              | Partido | Votos | %      | Resultado |
| ---------------------- | ------- | ----- | ------ | --------- |
| Juan Vilches Riquelme  | 'RN'    | 1 832 | 54,31% | Nominado  |
| Francisco Jara Delgado | Ind.    | 1 541 | 45,69% |           |

### Región de la Araucanía

#### Freire
| Candidato               | Partido | Votos | %      | Resultado |
| ----------------------- | ------- | ----- | ------ | --------- |
| Luis García Friz        | RN      | 581   | 31,56% |           |
| Ivette Gutiérrez Seguel | UDI     | 397   | 21,56% |           |
| Claudio Cárcamo Paredes | 'Ind.'  | 678   | 36,83% | Nominado  |
| Erwin Orellana Sáez     | Ind.    | 185   | 10,05% |           |

#### Pucón
| Candidato                  | Partido   | Votos | %      | Resultado |
| -------------------------- | --------- | ----- | ------ | --------- |
| Cristián Hernández Schmidt | RN        | 1 018 | 37,89% |           |
| Sebastián Álvarez Ramírez  | 'Evópoli' | 1 669 | 62,11% | Nominado  |

#### Purén
| Candidato                | Partido   | Votos | %      | Resultado |
| ------------------------ | --------- | ----- | ------ | --------- |
| Claudia Zapata Ramírez   | RN        | 305   | 16,71% |           |
| Frann Barbieri Fernández | 'Evópoli' | 1 133 | 62,08% | Nominado  |
| Jorge Astete Vallejos    | Ind.      | 156   | 8,55%  |           |
| Rolando Flores Fernández | Ind.      | 231   | 12,66% |           |

### Región de Los Ríos

#### Futrono
| Candidato                 | Partido | Votos | %      | Resultado |
| ------------------------- | ------- | ----- | ------ | --------- |
| Leonila Sáez Alarcón      | 'UDI'   | 1 241 | 47,24% | Nominada  |
| Rebeca Asenjo Jaramillo   | RN      | 190   | 7,23%  |           |
| Margot Cárdenas Sandoval  | Evópoli | 126   | 4,80%  |           |
| Camilo Céspedes Gutiérrez | Ind.    | 1 070 | 40,73% |           |

#### Lanco
| Candidato             | Partido | Votos | %      | Resultado |
| --------------------- | ------- | ----- | ------ | --------- |
| Eduardo Uribe Campos  | 'RN'    | 1 451 | 53,17% | Nominado  |
| Rolando Peña Riquelme | Ind.    | 1 278 | 46,83% |           |

### Región de Aysén

#### Aysén
| Candidato              | Partido | Votos | %      | Resultado |
| ---------------------- | ------- | ----- | ------ | --------- |
| Luis Martínez Gallardo | 'UDI'   | 2 805 | 64,60% | Nominado  |
| Marco Gillibrand Marín | Evópoli | 1 537 | 35,40% |           |

#### Guaitecas
| Candidato                | Partido   | Votos | %      | Resultado |
| ------------------------ | --------- | ----- | ------ | --------- |
| Bans Puinao Carimoney    | 'Evópoli' | 262   | 51,78% | Nominado  |
| Daniel Barría Nahuelquín | Ind.      | 244   | 48,22% |           |